# دنی هوچ
فیلیپه کاتینه (به انگلیسی: Danny Hoch) (زاده ۲۳ نوامبر ۱۹۷۰) بازیگر، کارگردان، نویسنده آمریکایی است.
از فیلم‌های معروف او می‌توان به بازی در فیلم شب مال ماست، گرگ‌ها و وایولت و دیزی اشاره کرد.